# Římskokatolická farnost Babice u Lesonic
Římskokatolická farnost Babice u Lesonic je územní společenství římských katolíků s farním kostelem Nejsvětější Trojice v moravskobudějovickém děkanství.

## Území farnosti
- Babice s farním kostelem Nejsvětější Trojice, kaplí sv. Veroniky
- Bolíkovice
- Cidlina
- Horní Lažany
- Lesonice
- Loukovice s kaplí
- Šebkovice s filiálním kostelem sv. Maří Magdalény

## Historie farnosti
První písemná zmínka o kostele v Babicích pochází z roku 1349. V první polovině 16. století byl goticky přestavěn. Po smrti faráře Jana v roce 1555 přestoupila většina obyvatel farnosti na víru evangelickou či českobratrskou. V roce 1614 při požáru obce vyhořel kostel i fara. Poté byl nejdříve provizorně opraven a na konci sedmnáctého století přestavěn a znovu vysvěcen a zasvěcen Nejsvětější Trojici. Během působení faráře Josefa Veselého (od roku 1858) došlo k zbourání nevyhovujícího kostela a postavení nového. Ten byl posvěcen 25. března 1865.

## Duchovní správci
Jména duchovních správců jsou známa od patnáctého století, souvisle pak od století sedmnáctého. V letech 1895–1911 zde působil jako farář překladatel a literát Josef Ševčík, za nějž zde byl v letech 1904–1906 kaplanem Jakub Deml, se kterým pak Ševčík udržoval přátelské kontakty celý zbytek života.
V letech 1950–1951 zde byl administrátorem P. Václav Drbola, který se v rámci případu Babice stal obětí justiční vraždy. Po jeho zatčení byla farnost tři roky bez vlastního kněze, krátce sem dojížděli kněží Jan Podveský a Josef Valerián, kteří však byli záhy také zatčeni a rovněž souzeni v "Babickém případu" jako údajní Drbolovi komplici. Až v roce 1953 byl do Babic ustanoven jako duchovní správce Alois Kolář, který zde působil do roku 1973. Po něm zde byl interkalárním administrátorem Karel Sobotka. Po krátké době byl babickým farářem instalován Josef Šmíd. Po něm následovali kněží Jan Peřina, Karel Obrdlík a Lubor Dobeš.
Duchovním správcem farnosti byl od roku 1997 kněz z farnosti Moravské Budějovice. Od 1. září 2009 do srpna 2015 jím byl jako administrátor excurrendo P. Petr Piler,Ph.D. SDB Toho od září 2015 vystřídal jako administrátor excurrendo P. Ladislav Kozubík, SDB.  Počínaje zářím 2018 je duchovním správcem jako administrátor R. D. Mgr. Lubomír Řihák.

## Bohoslužby
| Kostel               | Místo     | Bohoslužba (den) | Hodina                           | Poznámka        |
| -------------------- | --------- | ---------------- | -------------------------------- | --------------- |
| Nejsvětější Trojice  | Babice    | neděle čtvrtek   | 10.30 18.30 (léto), 17.00 (zima) | farní kostel    |
| svaté Maří Magdaleny | Šebkovice | sobota středa    | 17.30 (léto), 16.30 (zima)       | filiální kostel |

## Primice
Ve farnosti slavili primice tito novokněží:
- Dne 11. července 1981 Václav Kříž (v Šebkovicích)

## Aktivity farnosti
Dnem vzájemných modliteb farností za bohoslovce a bohoslovců za farnosti brněnské diecéze je 29. květen. Adorační den připadá na 1. února.
Památku P. Václava Drboly připomíná busta odhalená v den 62. výročí jeho popravy, kdy se konal Den smíření. Jeho součástí byla mše za usmíření a odpuštění, přednáška historika Jana Růžičky a odhalení busty Václava Drboly před babickou farou.
Ve farnosti se pravidelně koná tříkrálová sbírka. V roce 2016 se při sbírce vybralo v Babicích 4 425 korun.  O rok později přesáhl celkový výtěžek sbírky v obcích farnosti dvacet tisíc korun. 
Pravidelně vychází společný farní zpravodaj pro farnosti Babice, Jakubov a Litohoř.
Od roku 2017 pořádá farnost farní ples.